# الكسندر كير كرايغ
الكسندر كير كرايغ (بالإنجليزية: Alexander Kerr Craig)‏ هو سياسي أمريكي، ولد في 21 فبراير 1828 في الولايات المتحدة، وتوفي في 29 يوليو 1892. حزبياً، نشط في الحزب الديمقراطي. وقد انتخب عضو مجلس النواب الأمريكي.